# جوست فان دايك (جزيرة)
جوس فان دايك، هي جزيرة في أرخبيل جزر العذراء البريطانية. يأتي اسمها من القرصان الهولندي جوست فان دايك. تعتبر أصغر الجزر الأربع الرئيسية لجزر العذراء البريطانية، وتبلغ مساحتها حوالي 8 كيلومترات مربعة. أنها تقع في الجزء الشمالي من أرخبيل جزر وتقع في المحيط الأطلسي و البحر الكاريبي. تقع جلست فان ديك على بعد حوالي 8 كم الشمال الغربي من جزيرة تورتولا و 8 كم إلى الشمال من جزيرة سانت جون. و تقع ليتل جاست ان ديك قبالة نهايتها الشرقية.
مثل العديد من الجزر المجاورة ، فهي بركانية في الأصل وجبلية.